# Antitype suda
Antitype suda is een vlinder uit de familie uilen (Noctuidae). De wetenschappelijke naam is voor het eerst geldig gepubliceerd in 1832 door Geyer.
De soort komt voor in Europa.